# Antecaridina lauensis
Antecaridina lauensis är en kräftdjursart som först beskrevs av John R. Edmondson 1935.  Antecaridina lauensis ingår i släktet Antecaridina och familjen Atyidae. Inga underarter finns listade i Catalogue of Life.